# The Second in Command
The Second in Command è un film muto del 1915 diretto da William J. Bowman. La sceneggiatura di Eve Unsell si basa sull'omonimo lavoro teatrale di Robert Marshall andato in scena in prima a Londra il 27 novembre 1900.

## Trama
Giovane ufficiale di famiglia benestante, Miles Anstruther viene promosso tenente colonnello di uno dei migliori reggimenti dell'esercito britannico a scapito di un suo amico, il maggiore Christopher Bingham, uomo di mezza età. Bingham vorrebbe sposare Muriel Mannering, una giovane orfana protetta di Lady Sarah Harburgh. La ragazza accetta a malincuore la sua corte dietro la spinta della tutrice ma, ad un ballo, conosce Miles, innamorandosene. Così, quando il giovane ufficiale la chiede chiede in moglie, Muriel dice a Bingham che non potrà mai sposarsi senza amore e si fidanza con Miles. In partenza per il Sudafrica, dopo aver saputo che il fratello di lei, Walter, ha un grosso debito con uno strozzino, Anstruther affida il denaro per pagare il debito a Bingham che però quando lo consegna lo fa passare per suo. Walter dichiara ad Miles che Muriel ama Bingham e, quando quest'ultimo, conferma la sua affermazione, Anstruther scrive alla fidanzata liberandola da ogni impegno nei suoi confronti. Ciò nonostante, lei rifiuta la nuova proposta di Bingham.

In Sudafrica, durante la guerra con i boeri, Bingham e i suoi salvano il reggimento di Anstruther dall'annientamento; questi, in seguito, salva a sua volta Bingham, rischiando la vita. Il maggiore, allora, confessa il malfatto all'amico. Anstruther viene designato per la Victoria Cross, la più alta onorificenza militare per il valore dimostrato verso il nemico, ma lui fa in modo che la decorazione vada a Bingham. Di ritorno in Inghilterra, Miles e Muriel si sposano.

## Produzione
Fu il primo film prodotto dalla Quality Pictures Corporation e venne girato negli studios dell'Universal a Hollywood. Alcune delle scene furono girate alla Soldiers' Home di Los Angeles.
Il film è l'adattamento per lo schermo di un dramma di Robert Marshall che, quando fu presentato nel 1901 a Broadway, prodotto da Charles Frohman, aveva come protagonista il celebre John Drew e, tra gli altri interpreti, Lionel Barrymore e Guy Standing.

## Distribuzione
Il copyright del film, richiesto dalla Metro, fu registrato il 26 luglio 1915 con il numero LP6484. Lo stesso giorno, il film, distribuito dalla Metro Pictures Corporation uscì nelle sale cinematografiche statunitensi.
Copia completa della pellicola (16 mm positivo acetato) si trova conservata negli archivi del George Eastman House di Rochester.